# 山田由梨
山田 由梨（やまだ ゆり、1992年1月1日 - ）は、日本の作家、演出家、俳優。劇団「贅沢貧乏」主宰。血液型A型。東京都出身。

## 来歴
1992年1月1日に東京都で生まれた。
子役としてデビューし、小学校2年生の時に帝国劇場で上演されたミュージカル『レ・ミゼラブル』でリトル・コゼット役で出演。
小学校卒業と同時に芸能界を引退したが、15歳の時に女優活動を再開した。
2012年に劇団「贅沢貧乏」を旗揚げ。
2018年に『フィクション・シティー』で第62回岸田國士戯曲賞候補となった。
2020年に『ミクスチュア』で第64回岸田國士戯曲賞候補となった。

## 人物
大学進学時に「表現に関わる仕事がしたい」と考え、東京都立青山高等学校から立教大学現代心理学部映像身体学科に入学。大学では映画のゼミやサークルに所属しており、当初は演劇を始めることを考えていなかったが、ふと思いついた設定を一人芝居の台詞のように書きだし、友人と電話をしている際に聞かせたところ、「とても面白いから、どこかでやるべきだ。」と言われた。その後友人によって大学内のホールを借りる手続きが行われ、映像の制作ができる学生や照明を取り扱いが可能な学生が参加し、演劇の形として公演。これが「贅沢貧乏」の第1回公演となった。
山田は、自身が手がける演劇について「そのとき考えたいことや向き合いたいことなど、自分自身がそのときに一番興味があることをテーマとすることが多い。私にとって『贅沢貧乏』は、社会との接点。演劇は考えたい問題を、自分になりに考えるためのツールでもある。」と語っている。

## 脚本
- 女子高生の無駄づかい 4話（2019年、テレビ朝日）
- 17.3 about a sex(2020年、AbemaTV)全9話
- FMシアター『ふたつのせかい』（2021年、NHK-FM）
- 30までにとうるさくて（2022年、AbemaTV）
- 神木隆之介の撮休 4話（2022年、WOWOW）
- にんげんこわい 2話『辰巳の辻占』（2022年、WOWOW）
- 作りたい女と食べたい女（2022年、NHK）
- にんげんこわい シーズン2　2・３話『品川心中（上・下）』（2023年、WOWOW）
- 作りたい女と食べたい女 続編（2024年、NHK）
- 私たちが恋する理由（2024年、テレビ朝日）
- FMシアター『彼女たちの夜明け』（2025年、NHK-FM）[5][6]

## 監督
- にんげんこわい 2話『辰巳の辻占』（2022年、WOWOW）
- にんげんこわい シーズン2　2・３話『品川心中（上・下）』（2023年、WOWOW）

## 出演

### 舞台
- レ・ミゼラブル（1999年5月 - 8月、帝国劇場） - リトルコゼット役
- ベッド＆メイキングス「墓場、女子高生」（2015年7月、東京芸術劇場）- チョロ役
- 三島由紀夫×デヴィッド・ルヴォー「黒蜥蜴」（2018年1月、日生劇場）
- 範宙遊泳「うまれてないからまだしねない」（2019年1月、本多劇場）
- 木ノ下歌舞伎「三人吉三」（2020年6月、東京芸術劇場）※公演中止

### 映画
- ハモニカ太陽（2018年）
- みちていく（2014年）
- あなた運転うまいね？（2015年）

### テレビ番組
- おはスタ（2001年4月 - 2003年3月、テレビ東京） - おはキッズ
- U-15.F スキにさせて!（2003年、テレビ東京）

### テレビドラマ
- ニコニコ日記（2003年、NHK） - コミ 役
- 僕はまだ君を愛さないことができる（2019年、FOD） - 奥平奈央 役

### ラジオドラマ
- ふたりの娘（2016年、NHK） - 香澄 役

### CM
- 東芝 美白宣言!DDインバーター銀河（2000年）
- ケンコーマヨネーズ 神戸壱番館コールスロードレッシング（2001年 - 2002年）
- 明治製菓 アポロ（2001年）
- 東京ディズニーランド ブレイジング・リズム（2003年）
- J-wave 春のキャンペーンソング　paco ソラガール（2012年）
- インテリジェンス DODA きみだけのゴール篇（2016年）
- 大塚製薬 カロリーメイトゼリー チューした篇（2017年）
- 地震保険 （2017年）
- Honda Nシリーズ Nのある冬篇 （2017年）
- 東急電鉄 グッチョイクーポン TOQビジョン(車内モニター)CM、駅・車内ポスターなど（2018年 - ）
- キユーピーマヨネーズ 「野菜がかがやく」篇 （2020年）※ナレーション
- パナソニック ブランドムービー 家族の絆篇（2021年）
- JINS MEME（2021年）

### MV
- アザヤイタ「azayaita」（2014年）[7]
- Lee Ayur「詠-yomu」（2016年）
- Hilcrhyme（ヒルクライム）「パラレルワールド」（2016年）
- YeYe「暮らし」（2020年）

### その他
- 「第33回ホリプロタレントスカウトキャラバン」決選大会（2008年10月）

## 文筆
- 「ショートストーリー「わたしと装い」」 - 『装苑』2016年11月号（文化出版局）掲載
- 「贅沢貧乏『テンテン』」 - 『シアターガイド』2017年1月号（モーニング・デスク）掲載
- 「『みんな我が子』考──一語に集約される無数の悲劇」 - 『悲劇喜劇』2017年7月号（早川書房） 掲載
- 「私は、この人の生き方が好きです。」 - 『& Premium』2018年10月号（マガジンハウス）掲載
- 「やさしく混ざりゆく世界で」 - 『文學界』2019年8月号（文藝春秋）掲載

## 受賞
- 第15回 TAMA NEW WAVEコンペティション　ベスト女優賞 (『みちていく』)